# Strada A13 (Gran Bretagna)
La strada A13 (in inglese A13 road) è una delle principali strade di categoria A britanniche che collega Londra con l'area meridionale dell'Essex.
Tra Leamouth e Sadlers Farm è una strada a scorrimento veloce.

## Percorso

### Grande Londra
La strada A13 inizia a est della Città di Londra, presso Aldgate, all'interno del borgo londinese di Tower Hamlets. La strada si dirama da Whitechapel High Street e, nel primo tratto, assume il nome di Commercial Road, fino a Limehouse, e East India Dock Road, fino al confine con il borgo londinese di Newham; il nome Commercial Road risale al 1802, mentre East India Dock Road  è stato iniziato a essere utilizzato tra il 1806 e il 1812.
La strada è ancora per lo più a carreggiata singola, fino a Leamouth, dove si incrocia con le strade A12 e A102 (che conduce al portale settentrionale della Galleria di Blackwall).
Il primo ponte di ferro sul fiume Lea fu costruito nel 1810.
Superato il fiume Lea, nei borghi londinesi di Newham, Barking e Dagenham e Havering, la strada A13 cambia carattere in modo repentino, diventando una superstrada a doppia carreggiata con tre corsie per direzione.

All'interno del borgo di Newham, la strada A13 assume la denominazione di Newham Way, mentre attraverso Barking e Dagenham si chiama Alfreds Way.
In questa tratta, i principali svincoli della A13 si trovano a Canning Town (dove si incrocia con la A124), a Beckton (dove si incrocia con la A406) e a Barking, dove il vecchio percorso della A13 (Ripple Road) si unisce al nuovo.
Il limite di velocità di questo tratto è di 80 km/h.

### Essex
Dopo aver attraversato lo stabilimento Ford di Dagenham, Rainham e Wennington, la strada A13 entra nel territorio della contea dell'Essex, rimanendo a doppia carreggiata con tre corsie per direzione.
Si interseca con la motorway M25 (allo svincolo n° 30), vicino al passaggio di Dartford e al Lakeside Shopping Centre.
Lo svincolo successivo, quello per Lakeside (A126), ha solo rampe di uscita dirette verso ovest, quindi non c'è uscita verso est.
La A13 continua come una strada a doppia carreggiata con tre corsie fino allo svincolo con la strada A128, dopo la quale rimane a doppia corsia per altri 14 km, aggirando Stanford-le-Hope e Basildon, prima di arrivare alla rotonda di Sadlers Farm.

Qui la strada incontra la A130 e perde lo status di "strada principale" e a doppia corsia.
La A13 continua a est di Sadlers Farm come una strada a carreggiata singola, attraversando Thundersley, Hadleigh, Leigh-on-Sea e Westcliff-on-Sea, prima di raggiungere la località balneare di Southend-on-Sea. Questa è l'ultima grande città lungo il percorso, ma la strada prosegue verso est, superando Southchurch, per arrivare a Shoeburyness.

## Gestione
La sezione tra Limehouse e Wennington è mantenuta dalla società "Road Management Services (A13) PLC" come parte di un accordo "DBFO" (Design, Build, Finance, Operate) trentennale raggiunto con l'Highways Agency nel 2000.
Fu la società Road Management Services a intraprendere costruzione del bypass di East Ham e Barking tra il 2002 e il 2004.

Nonostante il DBFO, London Streets (che ha assunto la responsabilità di tutte le strade principali non autostradali nella Grande Londra dall'Highways Agency nel 2000) ha ancora la responsabilità complessiva dell'intera sezione della A13 all'interno della Grande Londra.
All'interno del territorio dell'Essex, National Highways è responsabile della strada tra lo svincolo di Wennington e lo svincolo per Tilbury.
Da lì fino a Shoeburyness, la A13 viene mantenuta dal Consiglio di contea dell'Essex, sebbene le sezioni che attraversano Southend-on-Sea e Thurrock siano gestite dalle rispettive autorità unitarie.

## Nella cultura popolare
La strada A13 ha ispirato almeno due canzoni rock: "A13, Trunk Road to the Sea" di Billy Bragg, che è una localizzazione della canzone di Bobby Troup "(Get Your Kicks on) Route 66" sulla Route 66, e "Scribble" degli Underworld, nel cui video musicale appare la strada A13.

C'è anche il brano parlato intitolato "A13" nell'album "Without Judgement" degli Jah Wobble's Invaders of the Heart, in cui Wobble enuncia i suoi pensieri più profondi e satirici riguardo la "strada senza speranza dell'Essex" sul sottofondo musicale della band.
Nel 2004, lo scrittore britannico Iain Sinclair pubblicò un romanzo psico-geografico sulla strada, intitolato "Dining on Stones", che segue liberamente il percorso della A13 dalla zona est di Londra fino alla foce del Tamigi.

Mike Newman pubblicò un resoconto del tentativo di percorrere a piedi il tracciato della A13 in "Adverse Camber: An incomplete walk to the seaside" nel 2018.